# Ataenius bolivarensis
Ataenius bolivarensis är en skalbaggsart som beskrevs av Zdzisława Stebnicka 2007. Ataenius bolivarensis ingår i släktet Ataenius och familjen Aphodiidae. Inga underarter finns listade.